# Great Barrington (Massachusetts)
Great Barrington es un pueblo ubicado en el condado de Berkshire en el estado estadounidense de Massachusetts. En el Censo de 2010 tenía una población de 7.104 habitantes y una densidad poblacional de 59,92 personas por km².

## Geografía
Great Barrington se encuentra ubicado en las coordenadas 42°13′19″N 73°19′59″O / 42.22194, -73.33306. Según la Oficina del Censo de los Estados Unidos, Great Barrington tiene una superficie total de 118.56 km², de la cual 116.09 km² corresponden a tierra firme y (2.09%) 2.47 km² es agua.

## Demografía
Según el censo de 2010, había 7.104 personas residiendo en Great Barrington. La densidad de población era de 59,92 hab./km². De los 7.104 habitantes, Great Barrington estaba compuesto por el 90.78% blancos, el 2.66% eran afroamericanos, el 0.35% eran amerindios, el 1.75% eran asiáticos, el 0.01% eran isleños del Pacífico, el 1.8% eran de otras razas y el 2.65% pertenecían a dos o más razas. Del total de la población el 5.97% eran hispanos o latinos de cualquier raza.